# Schambach (Babensham)
Schambach ist eine Gemarkung und ein Ortsteil der Gemeinde Babensham im oberbayerischen Landkreis Rosenheim.

## Geographie
Der Weiler liegt nahe einer Innschleife drei Kilometer nördlich von Babensham.

## Geschichte
Die 1818 durch das bayerische Gemeindeedikt gegründete Ruralgemeinde Schambach wurde im Zuge der Gebietsreform in Bayern am 1. Januar 1971 nach Babensham eingemeindet. Sie umfasste folgende Teilorte:
- Bach
- Dobl
- Griesmeier
- Haderloh
- Höllhäusl
- Holzen
- Irlham
- Kanet (Kainöd)
- Kematen
- Mernham
- Nemeden
- Pertlsham
- Stöcher
- Tosberg
- Walterstetten
- Weikertsham